# Прогулки с чудовищами

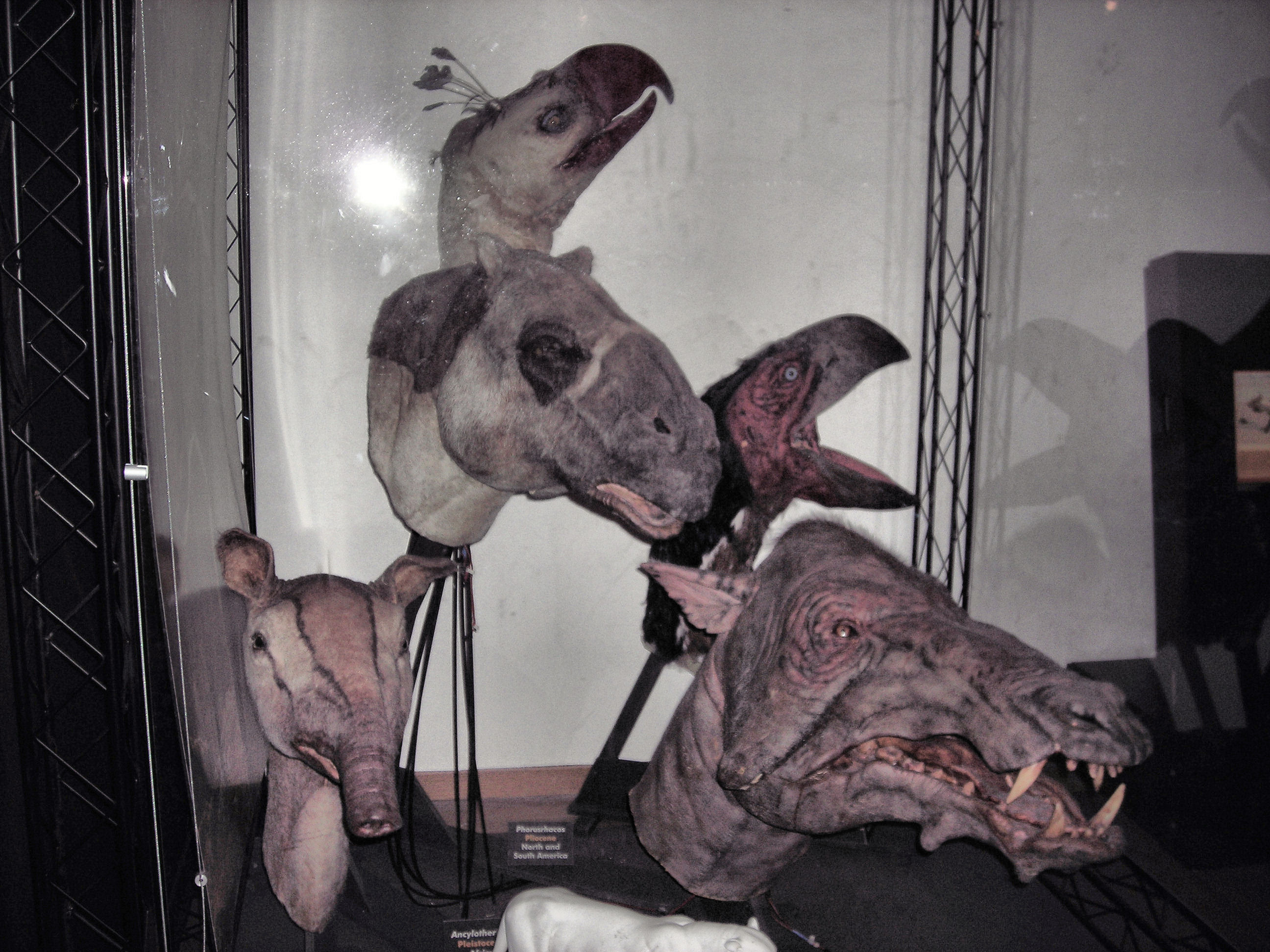
Модели голов вымерших животных, использовавшиеся при съёмках сериала

«Прогулки с чудовищами» (англ. Walking with Beasts) — научно-популярный сериал канала BBC, продолжение сериала «Прогулки с динозаврами».
Фильм рассказывает о жизни доисторических животных. Визуальный ряд воссоздан с применением передовых на момент съёмки компьютерных технологий. 
Как и при съемках «Прогулок с динозаврами», съемочные группы отправлялись в места, которые довольно близко соответствовали изображенным периодам времени, и снимали либо пустые пейзажи (когда животные будут созданы позже с помощью компьютерной графики), либо животных- аниматронов для крупных планов.
Бюджет — 15 млн фунтов стерлингов. Композитор — Бен Бартлетт.

## Серии

### 1 серия: Новый рассвет
Время — 49 миллионов лет до н. э.
Эпоха — Эоцен.
Место действия — Центральная Германия.
Прошло 16 млн лет после мел-палеогенового вымирания. В этом периоде птицы, такие как гасторнис ростом 1,8 м, находятся на вершине пищевой пирамиды, в то время как млекопитающие характеризуются малым размером. События происходят вблизи шахты Мессель в Германии. В результате вулканической активности, в озере скапливается углекислый газ, представляющий опасность для местной фауны.
События первой серии разворачиваются вокруг семьи лептиктидиев, которая ищет пропитания. Лептиктидии — маленькие прыгающие зверьки, похожие на кенгуру и землероек. Пока самка лептиктидия с детёнышем питается, самка гасторниса охраняет гнездо, в котором впоследствии должен вылупиться её птенец, успешно охотится за пропалеотерием и защищает свою территорию от другого гасторниса. Однако, пока самка гасторниса отсутствовала, гигантские муравьи напали на гнездо и съели птенца, когда тот только начал выбираться из яйца. Когда наступает ночь, мы можем наблюдать за жизнью ночных приматов годиноций.
В этой серии показывают амбулоцетуса, который может охотиться как и на суше, так и в воде. Хотя он похож на крокодила, он является предком всех современных китообразных.
Серия заканчивается землетрясением. В результате него из озера высвобождаются массы углекислого газа, отравляющие окрестную живность. Но логово лептиктидиев газ обходит стороной.
Животные, показанные в первой серии:
- Амбулоцетус — хищный «ходячий кит», который мог ходить по земле и плавать в воде
- Titanomyrma — крупнейшие муравьи всех времён: рабочие особи 1—3 см, матка 5 см (в фильме обозначаются как «гигантские муравьи»)
- Гасторнис — нелетающая хищная птица ростом 1,7 м
- Годиноции — ночные лемуроподобные приматы
- Лептиктидии (Leptictidium) — маленькие прыгучие насекомоядные млекопитающие, принадлежащие к ныне вымершему отряду
- Пропалеотерии — доисторические предки лошадей, размером с кошку
- Неопределеный примитивный креодонт — «собакоподобное» животное, жертва амбулоцетуса, в фильме обозначается как «небольшой хищник»
- Евротамандуа — примитивный панголин, в отличие от современных панголинов, лишён чешуи. Действующим животным был муравьед Тамандуа
- Кентизух (Kentisuchus) — представитель эоценовых крокодилов (проплывает рядом с амбулоцетусом)
- Квакша (жертва лептиктидии)
- Эоценовая стрекоза — (жертва лептиктидии)
- Археофис (Archaeophis) — ранний представитель змей
- Кузнечик (жертва лептиктидии)
- Ящерица — (показано современное животное)
- Термиты — (показано современное животное)
- Gypsonictops – млекопитающие из мелового периода, родственник лептиктидиев. Наблюдает за схваткой анкилозавра и тираннозавра в прологе
- Meniscoessus – другое маленькое млекопитающие мелового периода, показанное в прологе. Действующим животным была белка

### 2 серия: Киты-убийцы
Время — 36 миллионов лет до н. э.
Эпоха — Эоцен.

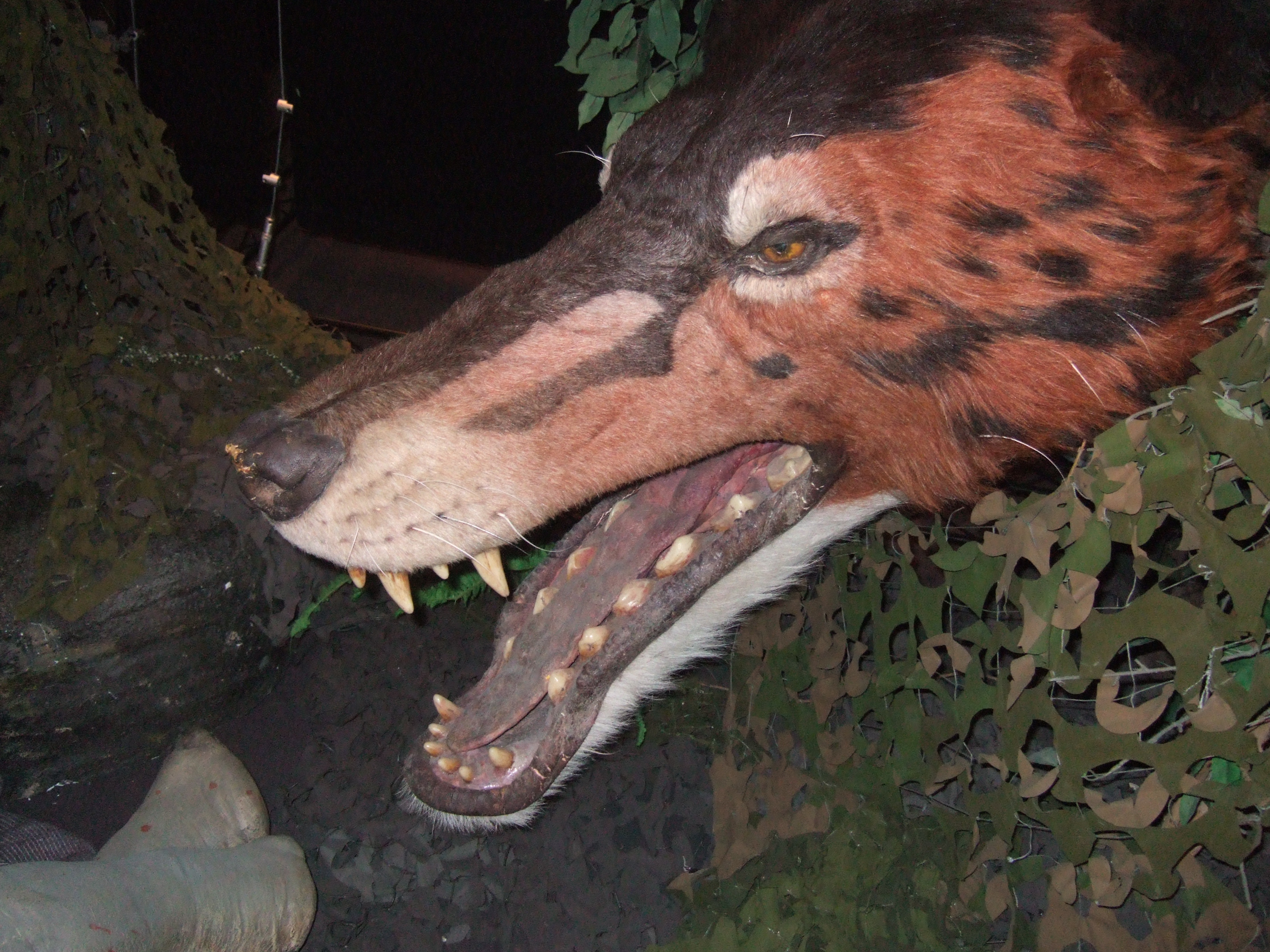
Голова эндрюсарха, аналогичная той, которая использовалась при съёмках

Место действия — Пакистан, море Тетис и мангровые леса (в будущем пустыня Сахара).
События второй серии происходят в эоцене, когда начали замерзать полярные шапки, в результате чего океанские течения и климат подверглись радикальным изменениям. После того как исчезли все морские рептилии, акулы вроде фисогалеуса долгое время правили в морских глубинах, но теперь эволюция создала новых подводных охотников — китов, и акулы снова стали добычей.
Первая часть серии изображает беременную самку базилозавра (Basilosaurus), крупного хищного кита, которая за неимением добычи в океане вынуждена искать пропитания в мелководных мангровых зарослях Египта. Она не может охотиться за апидиями (Apidium, ранняя разновидность обезьяны), которые перепрыгивают с дерева на дерево через узкие протоки, поэтому она старается внезапно схватить меритерия (Moeritherium, предок современных слонов), отбившегося от своей группы. Однако, меритерию удаётся уплыть, и самка базилозавра вынуждена вернуться к океану Тетис. Там ей удаётся успешно поохотиться на нескольких более мелких китов, известных как дорудоны (Dorudon). После этого у неё появляется возможность родить детёныша.
Рассказ о базилозаврах перемежается изображениями пастбищ Пакистана, где климатические изменения привели к длительной засухе. В долинах борются за выживание стада бронтотериев (Brontotherium) и хищные мезонихиды эндрюсархи (Andrewsarchus). Мы видим, как в поисках пищи эндрюсарх выходит на берег океана, где охотится на морских черепах. Рассказчик объясняет, что эндрюсарх является крупнейшим сухопутным хищным млекопитающим всех времен и, несмотря на свою внешность гигантского волка, в действительности является родственником современных баранов и коз. Также показана небольшая история самки бронтотерия, которая не может смириться с мертворожденным детенышем, чьё безжизненное тело она не покидает и отгоняет двух эндрюсархов, заинтересовавшихся им.
В конце серии мы узнаем, что из-за изменения климата в конце эоцена вымрет пятая часть видов живых организмов, и это будет самое крупное вымирание после исчезновения динозавров.
Животные, показанные в этой серии:
- Эндрюсарх — крупнейшее наземное хищное млекопитающие всех времён, хищное копытное отряда мезонихий (в русском дубляже ошибочно назван кондиляртром)
- Apidium — один из первых обезьян
- Базилозавр — гигантский хищный кит
- Дорудон — меньшая разновидность китов, показаны как социальные животные
- Эмболотерий — крупное травоядное животное из семейства бронтотериевых, родственник носорогов и лошадей. Имел на носу костяной вырост (в фильме назван бронтотерием)
- Меритерий — травоядное животное, предок слонов
- Physogaleus — доисторическая акула, показана нападающей на апидия, также на неё нападает базилозавр, видна плавающей посреди дорудонов
- Морская черепаха (возможно, Puppigerus) — жертва эндрюсарха
- Крабы — появляются близ мангровых зарослей
- Эоценовые грифы — кружат над мертворожденным эмболотерием

### 3 серия: Земля гигантов
Время — 25 миллионов лет до н. э.
Эпоха — Олигоцен.
Место действия — Монголия.
События третьей серии происходят в течение раннего олигоцена в Монголии, где сезон дождей сменяется засухой. Нам показывают историю самки индрикотерия (Indricotherium), гигантского безрогого носорога, самого крупного сухопутного млекопитающего всех времен. Во время родов самка защищает беспомощного детёныша от гиенодонов (Hyaenodon), крупных хищников отряда креодонтов (Creodonta). Фильм изображает опасности, ожидающие маленького индрикотерия, в частности встречи с цинодиктисом (названным в фильме медвежьей собакой) и крупными агрессивными энтелодонами (Entelodon), родственниками современных свиней. Мать заботится о детеныше в течение трех лет, но прогоняет его перед следующими родами.
Животные, показанные в третьей серии:
- Цинодиктис — «собакоподобное животное», общий предок медведей и собак (в фильме назван медвежьей собакой).
- Халикотерий (Chalicotherium) — непарнокопытное с когтями вместо копыт. Родственник современных лошадей, тапиров и носорогов.
- Энтелодон — крупное всеядное животное. Родственник современных свиней.
- Гиенодон — крупный хищник.
- Индрикотерий — крупнейшее сухопутное млекопитающие всех времён.

### 4 серия: Ближайший родственник
Время — 3,2 миллионов лет до н. э.
Эпоха — Плиоцен.
Место действия — Эфиопия.
События четвёртой серии происходят на территории Восточно-Африканской рифтовой долины. Климат меняется, и леса уступают место травянистым равнинам. Фильм изображает жизнь небольшой группы гоминидов. Это австралопитеки — первые обезьяны, приспособленные к прямохождению на двух ногах и близкие предки человека. Однако несмотря на то, что австралопитеки больше других обезьян схожи с людьми, они пока имеют мозг не больше, чем у шимпанзе.
Фильм уделяет внимание сложной внутренней жизни общества гоминидов, как они используют взаимные обыскивания как средство коммуникации. Нам показывают совместные действия членов группы по добыванию пищи и обороне от нападений животных, в частности разъяренного самца динотерия (Deinotherium) и хищного динофелиса (Dinofelis). Рассказ также касается их взаимоотношений с соседними группами австралопитеков; нам показывают схватку с соседями, во время которой мало драки и много шума и угрожающих жестов. Изображается внутренняя иерархия группы и соперничество между самцами (которые заметно крупнее самок), и история доминантного самца, который проиграл борьбу младшему сопернику и потерял право первому приступать к еде и спариваться с самками.
Биологические виды, показанные в серии:
- Анцилотерий — один из последних видов халикотериев
- Австралопитек — ранний гоминид, предок человека, первый прямоходящий примат.
- Динотерий — гигантский представитель вымерших хоботных, втрое больше современных слонов
- Динофелис — не очень крупная саблезубая кошка, специализирующаяся на охоте за гоминидами
- Шакал — (показано современное животное)
- Белый носорог — (показано современное животное)
- Metridiochoerus
- Зебра — (показано современное животное)
- Гриф — (показано современное животное)
- Антилопа — (показано современное животное)
- Страус (его яйцо крадет самка австралопитека)

### 5 серия: Саблезубые
Время — 1 миллион лет до н. э.
Эпоха — Плейстоцен .
Место действия — Парагвай.
Пятая серия изображает странную фауну изолированного континента Южная Америка. После отделения от Антарктиды 30 млн лет назад, в Южной Америке путём эволюции появилось много уникальных видов млекопитающих: дедикурус — огромный броненосец с булавой на хвосте; макраухения — литоптерн, немного похожий на верблюда без горба и с коротким хоботом; мегатерий — гигантский наземный ленивец. До того, как Южная Америка соединилась с Северной, господствующими хищниками здесь были фороракосы, двухметровые нелетающие птицы. Однако затем в Южную Америку проникли саблезубые кошки, и позиции птиц значительно пошатнулись.
События серии разворачиваются вокруг могучего смилодона, саблезубого тигра по имени Полузуб, власти которого над прайдом грозят два странствующих самца. Пришельцы выгоняют Полузуба и захватывают власть в прайде. Нам показывают, как саблезубые кошки охотятся за макраухенией и заботятся о своих детенышах. На заднем плане охотятся фороракосы, но всегда уступают саблезубым кошкам. Пришельцы убивают всех котят Полузуба, чтобы укрепить свою власть над прайдом; сам он тем временем бродит вдоль границ своих бывших владений, выжидая момент для возвращения. Неожиданно ему помогает случай — во время трапезы один из братьев опрометчиво закрывает дорогу огромному мегатерию, который решил отобрать у саблезубых кошек их добычу. Ленивец убивает саблезубого тигра; последний пришелец не может один противостоять Полузубу, и тот возвращает себе свой прайд.
Виды животных, показанных в серии:
- Дедикурус — гигантский глиптодон весом 2 тонны, родственник современных броненосцев
- Макраухения — литоптерн, немного похожий на верблюда без горба и с коротким хоботом
- Мегатерий — огромный наземный ленивец размером с слона
- Фороракос — гигантская нелетающая хищная птица ростом 2,8 м
- Смилодон — наибольшая из саблезубых кошек всех времён

### 6 серия: Путешествие мамонта
Время — 30 тысяч лет до н. э.
Эпоха — Плейстоцен.
Место действия — ныне покрытая Северным морем суша близ Нидерландов (Доггерленд), Эльзас и территория Альпийских гор.
События шестой серии происходят во время последнего оледенения. Северное море превратилось в травянистую долину из-за того, что ледники собрали в себе много воды, и уровень моря значительно понизился. Серия начинается в середине лета. В долине Северного моря пасутся мамонты, сайгаки, олени, целодонты и зубры. Рядом с ними проводит лето племя людей разумных (Homo sapiens). Основное событие серии — миграция с приходом зимы стада мамонтов на 400 км на юг, к швейцарским Альпам, и их возвращение на пастбище весной.
При переходе стада мамонтов на юг нам показывают двух самцов большерогого оленя, которые сражаются за право завладеть гаремом самок. От стада мамонтов отстает самка с детенышем, за которыми охотится пещерный лев, однако им удаётся избежать угрозы и вновь присоединиться к стаду в Альпах.
Фильм показывает также группу неандертальцев, эволюционно приспособленных к жизни в холодном климате. Одного из них преследует шерстистый носорог, однако неандерталец выживает в схватке, отчасти из-за крепкого сложения своего скелета. Кульминацией серии является ночное нападение неандертальцев на стадо мамонтов при их возвращении на север. Неандертальцы — одаренные охотники, они пугают мамонтов факелами и громкими криками и заставляют их отступить к высокому обрыву и сорваться с него в пропасть.
Серия заканчивается в современном музее естественной истории в Оксфордском университете, где посетители рассматривают скелеты некоторых животных, изображенных в фильме. Рассказчик заканчивает рассказ такими словами: «Если история нас чему научила, так это тому, что ни один вид не существует вечно», после чего камера взлетает наверх сквозь крышу музея и поднимается, пока в кадр не попадает вся планета.
Биологические виды, показанные в серии:
- Пещерный лев — приблизительно на четверть больше современного льва, приспособленный к холодному климату. В фильме больше напоминал гомотерия.
- Люди (Homo), сыграны живыми актёрами
  - Современные люди (Homo sapiens)
  - Кроманьонец — ранние представители современного человека в Европе и отчасти за её пределами
  - Неандерталец (Homo neandertalensis) — вымерший вид рода Homo, населявший Европу и частично Западную Азию, был приспособлен к холодному климату
- Большерогий олень — также известный как «ирландский лось», имел размах рогов 4 метра
- Шерстистый мамонт — близкий родственник индийского слона, был приспособлен к холодному климату, в частности густой мех и маленькие уши
- Шерстистый носорог, родственник современного суматранского носорога, имел рог более плоский, чем у современных носорогов.
- Сайгак — (показано современное животное)
- Зубр — (показано современное животное, действующим животным был бизон)
- Серый волк — (показано современное животное)
- Лошадь Пржевальского — (в книге)
- Неопознанный вид целодонта — две особи пасутся на равнине в начале
- Пещерная гиена – крупный хищник, способный ломать кости мощными челюстями. Подвид современной пятнистой гиены. На экране не появлялась, но была упомянута среди падальщиков эпохи оледенения. Также хихиканье гиен можно услышать, когда неандертальцы  разделывают добытых мамонтов.

## Музыка
| №                   | Название                    | Автор(ы)            | Музыка из фильма         | Длительность |
| ------------------- | --------------------------- | ------------------- | ------------------------ | ------------ |
| 1.                  | «Walking with Beasts»       | Бенджамин Бартлетт  | «Прогулки с чудовищами»  | 4:21         |
| 2.                  | «Hogs Blood»                | Бенджамин Бартлетт  | «Прогулки с чудовищами»  | 3:54         |
| 3.                  | «Lucky Escape»              | Бенджамин Бартлетт  | «Прогулки с чудовищами»  | 3:27         |
| 4.                  | «Blade Brothers»            | Бенджамин Бартлетт  | «Прогулки с чудовищами»  | 3:13         |
| 5.                  | «Infanticide»               | Бенджамин Бартлетт  | «Прогулки с чудовищами»  | 3:12         |
| 6.                  | «Sabre Hunters»             | Бенджамин Бартлетт  | «Прогулки с чудовищами»  | 3:45         |
| 7.                  | «Gentle Giant»              | Бенджамин Бартлетт  | «Прогулки с чудовищами»  | 7:12         |
| 8.                  | «New Dawn»                  | Бенджамин Бартлетт  | «Прогулки с чудовищами»  | 2:58         |
| 9.                  | «Earthquake»                | Бенджамин Бартлетт  | «Прогулки с чудовищами»  | 3:30         |
| 10.                 | «The Fossil»                | Бенджамин Бартлетт  | «Баллада о Большом Але»  | 2:59         |
| 11.                 | «Young Allosaurus»          | Бенджамин Бартлетт  | «Баллада о Большом Але»  | 2:24         |
| 12.                 | «Battle of The Salt Plains» | Бенджамин Бартлетт  | «Баллада о Большом Але»  | 4:55         |
| 13.                 | «Antarctic Forest»          | Бенджамин Бартлетт  | «Прогулки с динозаврами» | 4:24         |
| 14.                 | «Flight of The Giant»       | Бенджамин Бартлетт  | «Прогулки с динозаврами» | 6:16         |
| 15.                 | «Jurassic Titans»           | Бенджамин Бартлетт  | «Прогулки с динозаврами» | 7:33         |
| 16.                 | «Islands of Green»          | Бенджамин Бартлетт  | «Прогулки с динозаврами» | 3:42         |
| 17.                 | «Cruel Sea»                 | Бенджамин Бартлетт  | «Прогулки с динозаврами» | 6:08         |
| 18.                 | «Walking with Dinosaurs»    | Бенджамин Бартлетт  | «Прогулки с динозаврами» | 0:55         |
| Общая длительность: | Общая длительность:         | Общая длительность: | Общая длительность:      | 74:48        |